# Felix Peiser
Felix Ernst Peiser (27 juli 1862-24 april 1921) was een Duitse assyrioloog en semitist.

## Leven
Felix Peiser werd geboren in Berlijn als zoon van de joodse uitgever en boekhandelaar Wolf Peiser en zijn echtgenote Rosalia Gottheil; zijn zus Bona werd de eerste vrouwelijke bibliothecaris in Duitsland. Peiser studeerde aan de Friedrich-Wilhelms-Universiteit in Berlijn en de Universiteit Leipzig. Hij promoveerde in 1886 in Leipzig met een proefschrift over het werkwoord in het Assyrisch. Hij behaalde zijn habilitatie in 1890 aan de Silezische Friedrich-Wilhelms-Universiteit in Breslau. Vanaf 1894 werkte hij als privaatdocent assyriologie aan de Albertus-Universität Königsberg; in 1905 werd hij hier tot hoogleraar benoemd.
Tijdens zijn begintijd aan de universiteit werden er in het nog jonge vakgebied assyriologie baanbrekende ontdekkingen gedaan, waardoor hij tot deze studie aangetrokken werd. Hij studeerde in Berlijn bij Eberhard Schrader, de grondlegger van de Duitse assyriologie. In Leipzig studeerde hij bij de assyrioloog Friedrich Delitzsch en de arabist Heinrich Leberecht Fleischer. Hoewel hij promoveerde op een taalkundig onderwerp en verschillende semitische talen beheerste, waaronder Hebreeuws en Arabisch, ging zijn voorliefde uit naar geschiedkundige vraagstukken, net als die van zijn goede vriend Hugo Winckler (assyrioloog en archeoloog, opgraver van Hattusa). Hij publiceerde de teksten uit een Babylonisch familie-archief uit dat gedeeltelijk in Berlijn en in het British Museum bewaard wordt. Na zijn habilitatie kreeg hij de taak juridische spijkerschriftteksten uit te geven. Verder publiceerde hij ook de teksten van zijn eigen verzameling kleitabletten. Zijn poging het "Hettitische beeldschrift" te ontcijferen slaagde niet. Peiser bleef ook geïnteresseerd in de tekstgeschiedenis van het Oude Testament en publiceerde enkele studies op dit gebied.
In 1899 richtte hij het tijdschrift Orientalistische Literaturzeitung op, het oudste vaktijdschrift over het Oude Nabije Oosten dat nog steeds wordt uitgegeven. Tot kort voor zijn onverwachte dood in 1921 was hij hoofdredacteur. Daarnaast wijdde hij zich in zijn woonplaats Königsberg in Preußen steeds meer aan de plaatselijke geschiedenis. Vanaf 1916 was hij voorzitter van het Altertumsgesellschaft Prussia, een belangrijke heemkundevereniging.
Peisers collectie kleitabletten werd na zijn overlijden gekocht door Frans Böhl, die toen hoogleraar in Groningen was; de kern van de Böhl-collectie.

## Publicaties (selectie)
- Die assyrische Verbtafel. Dissertatie Leipzig 1886.
- Jurisprudentiae Babylonicae quae supersunt. Habilitationsschrift Breslau 1890.
- Keilschriftliche Acten-Stücke aus babylonischen Städten. Von Steinen und Tafeln des Berliner Museums in Autographie, Transcription und Übersetzung. Wolf Peiser, Berlijn 1889.
- Skizze der babylonischen Gesellschaft. Wolf Peiser, Berlijn 1896.
- Der Prophet Habakuk. Eine Untersuchung zur Kritik des Alten Testaments. Wolf Peiser, Berlin 1903.
- met Emil Hollack: Das Gräberfeld von Moythienen. Gräfe & Unzer, Königsberg 1904.
- Das Gräberfeld von Pajki bei Praßnitz in Polen. Gräfe & Unzer, Königsberg 1916.